# 2022年哈薩克斯坦抗議
2022年哈萨克斯坦抗议，即一月事件（羅馬化：Qañtar oqiğasy，羅馬化：Yanvarskiye sobytiya），或称悲慘一月事件（羅馬化：Qañtar tragediasy），于2022年1月2日在哈萨克斯坦各地爆发，反对该国液化石油气价格突然飙升，并要求长期执政的时任国家安全委员会主席努尔苏丹·纳扎尔巴耶夫下台。
抗议活动始于該國西部的石油重镇扎瑙津，但很快蔓延到包括阿拉木圖在內的其他城市。示威者衝入阿拉木图市政府，阿拉木圖市政府和檢察院建築遭人縱火。作为回应，哈薩克斯坦總統卡西姆若马尔特·托卡耶夫宣佈1月5日至19日期間曼吉斯套區和阿拉木图进入紧急状态。同日，总理马明领导的内阁集体辞职。1月5日晚間，應不斷升溫的示威活動的影響，哈薩克斯坦政府切斷了全國的網絡，同時該國全境進入緊急狀態。因应哈萨克斯坦当局请求，集体安全条约组织成员国亚美尼亚、白俄罗斯、吉尔吉斯斯坦、俄罗斯及塔吉克斯坦向哈萨克斯坦派遣军队援助。1月7日，托卡耶夫称已在所有地区基本恢复宪法秩序，并授权军队可无警告开枪。
1月10日，哈萨克斯坦宣布为抗议活动中死去的人哀悼。1月11日，總統托卡耶夫发表讲话，称哈萨克斯坦已经恢复秩序，集安组织部队将在1月13日开始撤出哈萨克斯坦。他承诺将进行改革，承认公众对收入分配不均的不满，同时还批评了前总统纳扎尔巴耶夫的腐败行為。同日，托卡耶夫还提名了新总理阿里汗·斯瑪伊洛夫，并于1月18日解雇国防部长穆拉特·別克塔諾夫。3月16日，托卡耶夫发表国情咨文，概述其经济政治改革计划。

## 背景
哈萨克斯坦是中亚地区经济表现最强劲的国家，石油产量占经济发展相当大一部分，直至2010年代油价下降。2014年至2016年哈薩克斯坦的GDP大幅下跌。2019冠狀病毒病疫情发生後的2020年，哈萨克斯坦的GDP下跌6.5%。
世界经济论坛于2012年将腐败列为在该国做生意面临的最大问题，世界银行将哈萨克斯坦与安哥拉、玻利维亚、肯尼亚和利比亚一道列为腐败热区。2013年，《挪威晚邮报》引述人权律师丹尼斯·吉瓦加（Denis Jivaga），称哈萨克斯坦有石油基金，“但大家都不知道它是怎么花掉的”。
位于曼吉斯套州的扎瑙津是哈萨克斯坦的石油重镇，多年来屡次爆发罢工及抗议活动。2011年哈萨克斯坦独立20周年经济日当天，当地爆发骚乱活动，哈萨克斯坦安全部队向要求改善工作条件的抗议者开火，官方指有16人死亡，100人受伤。彼时作用扎瑙津汽车主要燃料的液化石油气的每升价格高达30到35坚戈。根据Eurasianet报道，液化石油气价格此时多次涨价，原因是哈萨克斯坦政府于2019年1月启动阶段过渡性政策，计划对液化天然气交易进行市场化改革，逐步取消政府石油补贴，改由市场决定价格。到了2020年1月，油价上涨至每升55到65坚戈，扎瑙津居民再度抗议，要求降价。据当地示威者介绍，自2022年1月1日起，当地液化石油气已上涨两倍，每升高达120坚戈（0.28美元，每加仑1.06美元）。
示威活动爆发的另一大原因也是民众不满苏联解体后，原哈萨克共产党第一书记努尔苏丹·纳扎尔巴耶夫一直担任总统长期执政。国际观察者认为苏联解体以来哈萨克斯坦的所有选举都无公平性可言。据《每日电讯报》，纳扎尔巴耶夫通过权威主义、裙带关系及拘留反对者统治国家，虽然在2018年抗议活动过后卸任总统职务，但留任国家安全委员会主席，继续掌握实权。

## 过程

### 1月2日
2022年1月2日，扎瑙津居民堵塞城中道路，抗议油价上涨。示威者要求曼吉斯套州长努尔兰·诺海耶夫及曼格斯套市市长马克萨特·伊巴加罗夫（Maksat Ibagarov）采取措施稳定油价。扎瑙津代市长加利姆·拜亚诺夫（Galym Baijanov）建议民众写信陈情，民众则说投诉了好几次，一直被市里的官员故意无视。

### 1月3日
扎瑙津数百名居民在广场扎营过夜，到中午陆续有人士加入，要求直选地方领导人，人数约1000人。期间警察在场戒备，未出手干预。曼格斯套州长努尔兰·诺海耶夫与扎瑙津市长马克萨特·伊巴加罗夫及哈萨克斯坦天然气处理厂（Kazakh Gas Processing Plant）厂长纳克伯根·图列波夫（Nakbergen Tulepov）到场与示威者对话，承诺将油价下调到85到90坚戈，未得到示威者同意。诺海耶夫与同伙被迫逃离人群。
总统卡西姆若马尔特·托卡耶夫就局势在Twitter发布声明，指示政府在“考虑法律领域经济可行性”的情况下考虑曼格斯套州局势，同时呼吁示威者不要扰乱公共秩序，要求公民采用合法途径向地方及中央政府公开表达诉求。为解决曼格斯套在的社会经济局势，副总理耶拉勒·托赫詹諾夫牵头成立政府委员会。
另外，努尔-苏丹、阿克托别和阿拉木图有民众被捕， 阿拉木图共和国广场及阿斯塔纳广场关闭，安全官员部署到现场。其他城市也部署了大批警力。
在阿克套，大批示威者在市政府大楼前的因蒂马克广场（Yntymaq Square）聚集，架设帐篷和蒙古包扎营。到夜晚，约6000名示威者聚集在广场，要求下调油价、政府下台，邻近地区的民众加入其中。曼格斯套州长努尔兰·诺海耶夫来到示威现场，提醒民众中央政府已下调油价，竞争保护和发展局（Agency for the Protection and Development of Competition）已对涉嫌价格勾结的加油站业主展开调查。他敦促示威者保持秩序，与当地展开建设性对话。

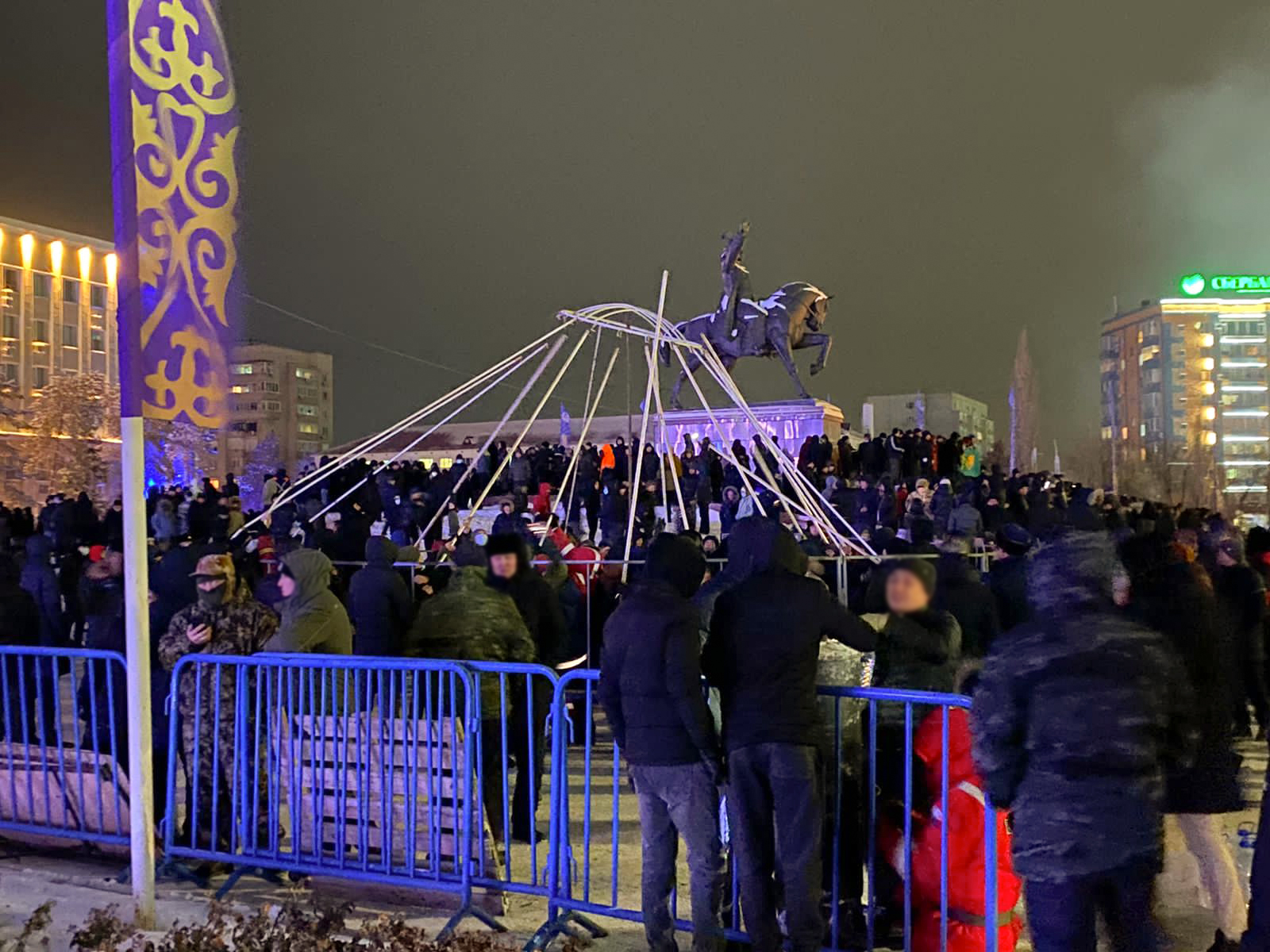
2022年1月4日，阿克托别示威者架设蒙古包

### 1月4日
1月4日，阿拉木图市中心大约有1000名示威者聚集。警方使用震撼手雷及催泪弹驱散示威者。当地时间1月5日凌晨1点30分起到1月19日零时，曼吉斯套區及阿拉木图宣布进入紧急状态。托卡耶夫表示会考虑示威者的所有合理诉求。经与示威者商讨，特别委员会同意将液化石油气价格下调到每升50坚戈（0.11美元）。互联网观察组织NetBlocks纪录到当地互联网明显出现中断，“严重影响移动服务”，試圖切斷該國民众表达政治不满的途徑。塔爾迪庫爾干也有民众抗议。

### 1月5日
1月5日，托卡耶夫接受政府辞呈。之后，现任总统托卡耶夫宣布前总统努尔苏丹·纳扎尔巴耶夫已辞任国家安全委员会主席，由自己继任该职。NetBlocks观察到当地互联网中断现象于下午5点加剧，使得哈萨克斯坦在移动网络及部分地区断网一天后，“处在全国断网的当口”。
在阿拉木图，路透社记者报道数千名示威者冲进阿拉木图市中心，警方未能通過发射震撼手雷及催泪弹的方式驱散。市长辦公室被示威者闯入纵火。阿拉木图国际机场因示威活动关闭，大批航班改道，很快機場被40多名反政府人士佔領。此外，执政党祖国之光党部也被纵火。俄罗斯国营媒体还称示威者持步枪及手榴弹突袭了总统托卡耶夫的家，建筑部分受损。两名政府军在重占阿拉木图机场的行动中遇害。哈萨克斯坦安全部队則表示，他们在阿拉木圖击毙了数十名反政府抗議者。
在塔爾迪庫爾干，前總統纳扎尔巴耶夫的雕塑被推倒，示威者高喊“老头子，下台！”
到下午晚些时候，总统托卡耶夫宣布全国进入紧急状态，直至2022年1月19日，每天晚上11点到早上7点为宵禁时间，禁止民众活动，禁止举行大型集会。在电视讲话中，托卡耶夫扬言会尽所能强力镇压示威者，强调自己不打算流亡。
夜間，托卡耶夫召開其本人主持的第一次國家安全委員會會議。托卡耶夫表示其已向集安組織尋求援助。集安組織集體安全理事會很快決定應托卡耶夫的請求，向哈薩克斯坦派遣集體維和部隊。

### 1月6日
哈薩克斯坦金融機構暫停營業。
哈萨克斯坦内务部发表声明称：“阿拉木图警察局已经在卡拉赛-巴特尔和马三奇的街道上展开了扫荡行动，目前正在采取措施拘留违法者。总共有大约2000人被带到了警察局。”哈薩克斯坦當局表示已控制了阿拉木图的所有政府大楼，並表示衝突導致数十名抗议者和至少12名警察死亡。阿拉木图的目击者描述了混乱的场面，抗议者冲进政府大楼并纵火，同时還发生了抢劫。内务部称，在动乱期间有2298人被捕，而警方发言人苏尔坦纳·阿齐贝克尔（Saltanat Azirbek）告诉国营新闻频道Khabar 24，“有数十名袭击者被肃清”。
在总统托卡耶夫向集体安全条约组织提出正式援助请求后，俄罗斯空天军下属军事航空运输部队（BTA）出动70多架IL-76与5架An-124战略运输机運載由哈萨克斯坦联合特遣部队的总指揮，俄罗斯VDV总司令安德烈•谢尔久科夫（Андрей Сердюков）上将率領的近3000名由俄罗斯联邦（第31空降师、第45近衛空降师和第98近衛空降师）、白俄罗斯共和国（第103近卫空降旅一个作战营）、吉尔吉斯共和国、塔吉克斯坦共和国、亚美尼亚共和国五个国家组建的联合特遣部队，于1月6日上午抵达哈萨克斯坦执行任务，恢复当地的秩序。参加行动的部队不负责主要的防暴作战，只协助哈萨克斯坦军警保护机场、电视台、军火库、发电站等重要基础设施，並统一佩戴标有“MC”（Миротворческие силы，维和）字母的魔术贴。
1月6日，抗议者仍在阿克套市的广场上。六千人在扎瑙津市中心进行抗议。扎瑙津市长马克萨特·伊巴加罗夫表示当地的抗议者都不会受到迫害。
因應哈薩克進入緊急狀態，大部分航空公司均已取消往返阿拉木圖的航班，同時也暫停外國公民入境哈薩克。
哈萨克斯坦政府公布了該國境内加油站液化石油气最高零售价格，并表示最高价格限制有效期为180天。

### 1月7日
哈薩克斯坦境内的铁路交通完全恢复。哈薩克斯坦总统托卡叶夫表示，他已经授权安全部队在暴力镇压反政府抗议活动时“无预警开火”，不投降的人士将被“摧毁”。此外托卡叶夫發表示政府已决定恢复部分地区的网络服务。

### 1月8日
1月8日，哈萨克斯坦前总理、前国家安全委员会主席卡里姆·马西莫夫因涉嫌叛国罪被捕。同時国家安全委员会副秘书长阿扎马特·阿布德莫木诺夫被解除職務。

### 1月9日
集安组织维和部队已在哈萨克斯坦境内完成部署。哈萨克斯坦总统托卡耶夫解除了国家安全委员会两名副主席奥西波夫（Marat Osipov）和叶尔戈任（Daulet Ergozhin）的职务。，並下令成立負責善後的政府委员会。哈萨克前教育部长阿斯卡别克‧库赛诺夫在哈萨克国际通讯社撰文，呼吁哈萨克国民团结，在艰难的历史时刻表明自己是神圣的哈萨克人的后裔。哈萨克斯坦内务部副部长兼国民警卫队总司令扎克西里科夫表示，哈萨克斯坦国民警卫队在抗議期間累计已有394人受伤。

### 1月10日
江布尔州警察局长扎纳特·苏列梅诺夫自杀身亡。阿拉木图市与其他部分地区的移动网络与有线网络恢复，即时通信软件与社交网站也恢复运行。哈萨克斯坦总统托卡耶夫表示，此次事件造成大约1300个商业设施遭到破坏，有100多个购物中心和银行被袭击，大约500辆警车被烧毁，经济损失可能达到20亿至30亿美元。

### 1月11日
哈萨克斯坦总统托卡耶夫表示，哈萨克斯坦反恐的攻坚阶段已经结束，集安组织维和部队的主要任务已完成，两天后将开始分阶段从哈撤离，用时不超过10天。

### 1月12日
阿里汗·斯瑪伊洛夫获托卡耶夫任命为新一任总理，接任此前提交辞呈的阿斯卡尔·马明，新政府于当天宣誓就职。当天，努尔苏丹·纳扎尔巴耶夫国际机场航班全面恢复。

### 1月13日
哈薩克斯坦國家安全委員會發布消息稱，國內大部分地區的反恐行動已經結束。自當天7時起，取消西哈薩克斯坦州、北哈薩克斯坦州和巴甫洛達爾州的緊急狀態。哈薩克斯坦當局表示全國14個地區的肅清行動已經結束，這些地區已取消恐怖威脅紅色警戒。哈薩克斯坦當局仍舊在阿拉木圖、阿拉木圖州和江布爾州逮捕公民。哈薩克斯坦阿拉木圖國際機場恢復運營。阿拉木圖市政部門已開始清理和修復在抗議中受損的市政和公共設施。

### 1月14日
集安組織開始從哈薩克斯坦撤兵。

### 1月15日
哈薩克斯坦官方表示，此次抗议示威中包括示威者和軍警在內的總死亡的人数升至225人。另有4353人受伤，其中3393人是官方执法人员。被關押人員則有400多人。前总统纳扎尔巴耶夫的两个女婿失去了各自在哈公共石油和天然气公司董事会中的席位。當天俄罗斯国防部宣布派遣部队已全部撤回。

### 1月17日
完成任务的特遣部队撤离哈萨克斯坦，返回俄罗斯。

### 1月18日
哈萨克斯坦首任总统纳扎尔巴耶夫發表講話，譴責此次抗議是有组织的极端主义团伙向哈萨克斯坦发动了有预谋的袭击。這也是抗議發生後纳扎尔巴耶夫首次亮相。

### 1月19日
19日零时起，哈萨克斯坦7个地区解除紧急状态，该国17个地区实施的紧急状态全部结束。总统托卡耶夫任命在抗議期間担任内政部副部长兼国民警卫队总司令的扎克西里科夫出任国防部长。

## 损失
卡西姆-若馬爾特·託卡耶夫與歐洲理事會主席查爾斯·米歇爾舉行會談时透露，暴力行動造成執法人員和平民大量傷亡，約1,300家企業受損，100多家購物中心和銀行遭到攻擊，約500輛警車被燒毀。據託卡耶夫稱，初步經濟損失可能達2至30億美元。

## 各方反应

### 国际

#### 集体安全条约组织
此次抗议活动让国际社会震惊不已。总统托卡耶夫联系白俄罗斯总统亚历山大·卢卡申科和俄罗斯总统弗拉基米尔·普京，呼吁集体安全条约组织干预示威者行动，称他们是“外国恐怖分子”。刚刚在2022年1月3日就任集体安全条约组织主席的亞美尼亞總理尼科尔·帕希尼扬呼应了托卡耶夫的请求：“身为方案和协调委员会安全理事会主席，我会立即与集体安全条约组织成员国领导人进行磋商。”
2022年1月6日，集体安全条约组织引用《集体安全条约》第4条“在成员国遭受侵略（威胁安全、稳定、领土完整及主权的武装袭击）的情况下，其他成员国须应该成员国请求提供必要协助，包括军队”，派遣维和部队进入哈萨克斯坦。亚美尼亚总理帕希尼扬发表声明，指有鉴于“哈萨克斯坦共和国的国家安全及领土主权遭受外部势力等方面的威胁”，将启动集体安全条约。俄罗斯空军驻奥伦堡的军团准备前往哈萨克斯坦增援。塔吉克斯坦外交部长西吉罗丁·穆赫里丁发表声明，称国家已经准备参与集安组织在哈萨克斯坦的维和活动。
俄罗斯外交部发言人玛丽亚·扎哈罗娃发表声明，确认俄罗斯已向哈萨克斯坦派兵：“集体安全条约组织的维和部队将被派往哈萨克斯坦共和国，在一定时间内维持当地局势稳定。”声明确认俄罗斯、白俄罗斯、亚美尼亚、塔吉克斯坦和吉尔吉斯斯坦出兵。

#### 其他
美国与俄罗斯呼吁各方冷静。美国政府正密切留意局势；俄羅斯則認為哈薩克斯坦抗議是外部策動。
2022年1月5日，欧洲联盟发表声明：“我们呼吁有关各方以负责任、克制的态度行事，避免采取可能进一步激化暴力活动的动作。欧洲联盟认可和平示威的权利，但希望他们保持非暴力，避免采取任何会煽动暴力的行动。”事態擴大後，1月6日，欧盟外交和安全政策发言人纳比拉•马斯拉利表示，欧盟谴责在阿拉木图发生的故意破坏和暴力行径，并称欧盟准备协助哈萨克斯坦各方建立对话。
中國外交部发言人汪文斌表示，希望哈局势能够尽快稳定下来，社会秩序回归正常。中国驻哈萨克斯坦使领馆提醒在哈中国公民遵守驻在国法律规定，增强防范意识，减少不必要外出，切实做好安全防护。中国国家主席习近平向哈萨克斯坦总统托卡耶夫致口信称，坚决反对任何势力破坏哈萨克斯坦稳定、威胁哈萨克斯坦安全，坚决反对外部势力蓄意在哈萨克斯坦制造动荡、策动“颜色革命”。中國外交部長王毅表示，此次哈突变生乱表明，某些外部势力并不希望中亚地区和平安宁。
白俄罗斯总统卢卡申科呼吁哈萨克斯坦抗议者与政府对话，并表示哈萨克斯坦总统托卡耶夫是个讲道理的人。
哈萨克斯坦社会主义运动发表声明表示，抗议是一场“真正的人民起义”，具有阶级反抗的性质。希腊共产党也发表声明支持哈萨克斯坦的罢工和示威运动。俄罗斯共产主义工人党同样发表声明支持哈萨克斯坦工人罢工，并反对集体安全条约组织派兵镇压。
土耳其航空自1月9日起暂停发往哈萨克斯坦的航班。

## 后续
2024年4月30日，哈薩克執法機構因與 2022 年 1 月該國發生的大規模騷亂有關而拘留了前內政部長埃爾蘭·圖爾古巴耶夫 (Erlan Turgumbayev)。鑑於該刑事案件包含構成國家秘密的信息，審前調查的其他數據不宜公開。
2024年8月20日，白俄罗斯總統亚历山大·卢卡申科接受俄罗斯国家电视台宣传频道的采访，他在采访中批评了几个国家，特别是哈萨克斯坦的外交政策，还指出哈萨克斯坦在2022年1月示威时，阿斯塔纳没有转向中国、印度或巴基斯坦，而是转向莫斯科和明斯克求助和集体安全条约组织部队的“帮助”。8月22日哈萨克斯坦外交部召见白俄罗斯大使大使帕维尔·乌秋平 (Pavel Utyupin) ，并呼吁白俄罗斯方面“客观评估阿斯塔纳对正在发生的进程的立场”。